# CLEC2A
CLEC2A (англ. C-type lectin domain family 2 member A) – білок, який кодується однойменним геном, розташованим у людей на 12-й хромосомі. Довжина поліпептидного ланцюга білка становить 174 амінокислот, а молекулярна маса — 19 972.
| 10         |  | 20         |  | 30         |  | 40         |  | 50         |
| ---------- |  | ---------- |  | ---------- |  | ---------- |  | ---------- |
| MINPELRDGR |  | ADGFIHRIVP |  | KLIQNWKIGL |  | MCFLSIIITT |  | VCIIMIATWS |
| KHAKPVACSG |  | DWLGVRDKCF |  | YFSDDTRNWT |  | ASKIFCSLQK |  | AELAQIDTQE |
| DMEFLKRYAG |  | TDMHWIGLSR |  | KQGDSWKWTN |  | GTTFNGWFEI |  | IGNGSFAFLS |
| ADGVHSSRGF |  | IDIKWICSKP |  | KYFL       |  |            |  |            |

A: Аланін

C: Цистеїн

D: Аспарагінова кислота

E: Глутамінова кислота

F: Фенілаланін

G: Гліцин

H: Гістидин

I: Ізолейцин

K: Лізин

L: Лейцин

M: Метіонін

N: Аспарагін

P: Пролін

Q: Глутамін

R: Аргінін

S: Серин

T: Треонін

V: Валін

W: Триптофан

Кодований геном білок за функцією належить до рецепторів. 
Задіяний у такому біологічному процесі, як альтернативний сплайсинг. 
Білок має сайт для зв'язування з лектинами. 
Локалізований у клітинній мембрані, мембрані.